# Альціон-гачкодзьоб
Альціо́н-гачкодзьо́б (Melidora macrorrhina) — вид сиворакшоподібних птахів родини рибалочкових (Alcedinidae). Мешкає на Новій Гвінеї та на сусідніх островах. Це єдиний представник монотипового роду Альціон-гачкодзьоб (Melidora).

## Опис

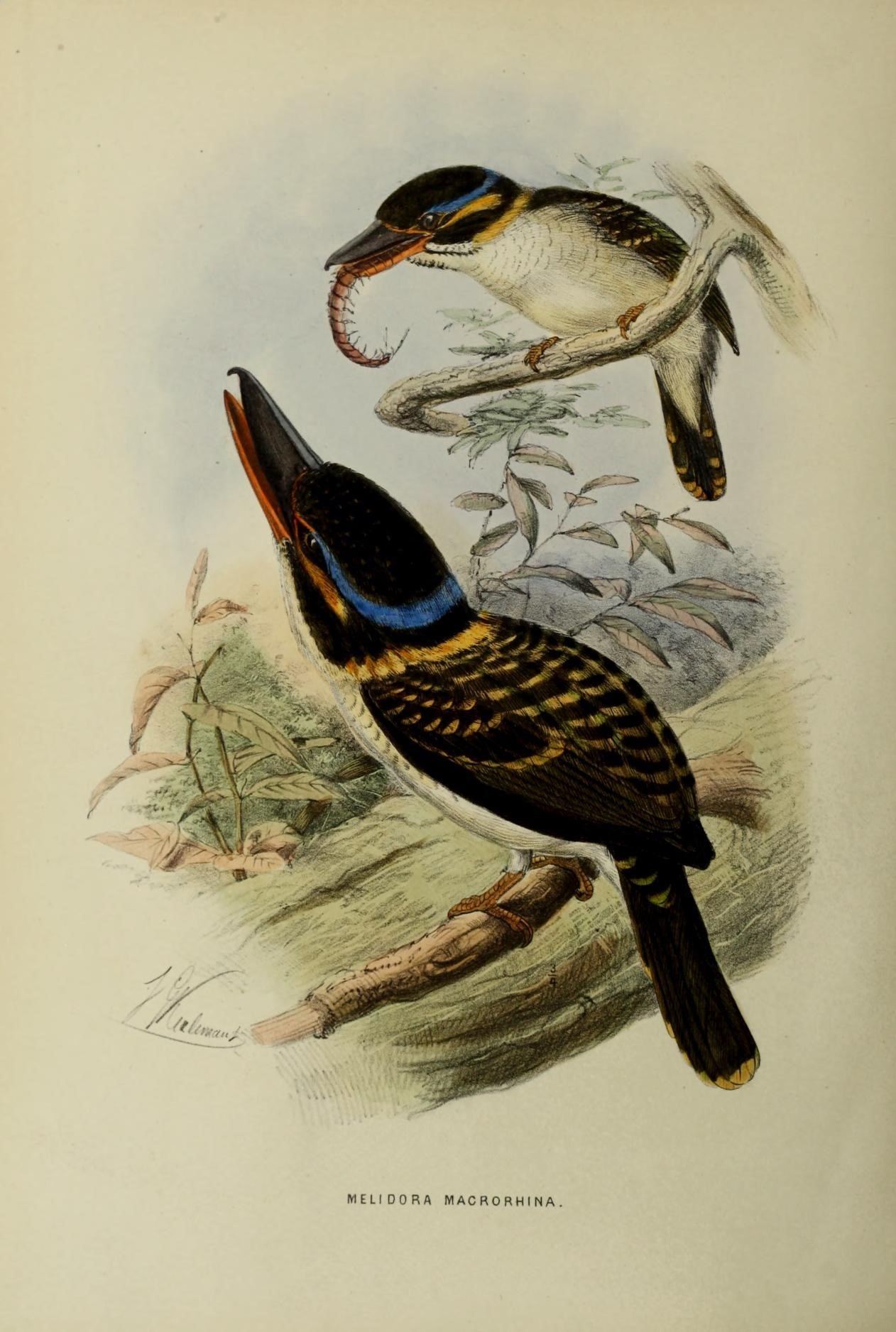
Альціони-гачкодзьоби

Довжина птаха становить 27 см, вага 85–110 г. Верхня частина тіла темно-коричнева з сильним охристим відтінком, нижня частина тіла біла. На тімені блакитно-зелена або жовто-зелена пляма, на обличчі чорнувата "маска", під очима білі смуги. На горлі невеликий білий "комір". Дзьоб великий, міцний, зверху вигнутий, жовтувато-чорний.

## Підвиди
Виділяють три підвиди:
- M. m. waigiuensis Hartert, E, 1930 — острів Вайгео (архіпелаг Раджа-Ампат);
- M. m. macrorrhina (Lesson, R, 1827) — острови Місоол, Салаваті[en] і Батанта (архіпелаг Раджа-Ампат), захід, центр і схід Нової Гвінеї;
- M. m. jobiensis Salvadori, 1880 — острів Япен, північ Нової Гвінеї.

## Поширення і екологія
Альціони-гачкодзьоби живуть у вологих рівнинних і гірських тропічних лісах, в чагарникових заростях і на плантаціях. Зустрічаються на висоті до 1280 м над рівнем моря, ведуть присмерковий і нічний спосіб життя. Живляться комахами, ішими безхребетними і дрібними хребетними. Сезон розмноження припадає на сезон посухи, триває з липня по жовтень. Гніздяться в гніздах деревних термітів, на висоті від 3 до 6 м над землею. В кладці 2-3 білих яйця.